# Un problème de taille
Ne doit pas être confondu avec Un problème de chasse.
Un problème de taille est une histoire en bande dessinée de Keno Don Rosa. Elle met en scène Balthazar Picsou et ses neveux Donald, Riri, Fifi et Loulou face aux Rapetou.

## Résumé
Picsou convoque ses neveux pour dépoussiérer un débarras dans lequel il a accumulé des objets qu'il n'a pas jeté, au cas où ils pourraient devenir utiles ou rentables : une gigantesque boule de petits bouts de ficelle, la couronne de l'éphémère royaume de Picsou, un sac en crocodile sacré, etc. Surtout, il a gardé le soustracteur d'atomes, pénalisée par un défaut : la miniaturisation qu'il permet se poursuit jusqu'à faire disparaître les objets touchés par le rayon.
Par inadvertance, Donald déclenche l'appareil qui affecte son oncle et lui. Heureusement, Riri, Fifi et Loulou vont chercher une solution à partir des plans de la machine aux laboratoires Picsou. Mais, le temps qu'ils partent, les Rapetou attaquent le coffre sans défense : Donald et Picsou, si petits, sont piégés parmi les immenses pièces du coffre-fort avant de finir dans les cheveux (gras et pouilleux), puis la poche d'un Rapetou. Dans le même temps, ceux-ci utilisent le réducteur d'atomes pour réduire le coffre et l'emporter en entier.

## Fiche technique
- Histoire n°D 94202.
- Éditeur : Egmont.
- Titre de la première publication : Fantasillionær på skrump (danois), Kutistuva kitupiikki (finlandais), Mindre og mindre (norvégien), Den krympande miljonären (suédois).
- Titre en anglais : The Incredible Shrinking Tightwad.
- Titre en français : Un problème de taille.
- 24 planches dans la version initiale, puis 25 avec deux demi-planches dans une version de 1997.
- Auteur et dessinateur : Keno Don Rosa.
- Premières publications :, Anders And Co (Danemark), Aku Ankka (Finlande), Donald Duck & Co (Norvège) et Kalle Anka & Co (Suède), n°39 à 41, septembre-octobre 1995, version 24 planches. La version 25 planches est inédite.
- Première publication aux États-Unis: Walt Disney Comics & Stories n°612-613, mai-juin 1997 (version censurée de 3 planches, mais avec le 25e planche inédite. L'histoire complète est parue dans Uncle Scrooge, novembre 2006.
- Première publication en France : Picsou Magazine n°295, août 1996, version 24 planches. La version 25 planches est inédite.

Il existe deux versions de cette histoire. Initialement, elle compte 24 planches. En 1997, pour ralentir l'arrestation des Rapetou par les policiers, Don Rosa ajoute deux demi-planches entre les planches 20 et 21 en tournant en dérision la situation de Picsou et Donald enfermé dans le coffre placé dans la poche mouvementée d'un Rapetou.
La première publication de l'histoire en 25 planches a lieu aux États-Unis en 1996, mais l'éditeur Gladstone a censuré trois planches pour des raisons de mauvaise hygiène à ne pas montrer aux enfants : un pou dans les cheveux huileux d'un Rapetou, une prune dans une poche sale du même Rapetou, et celui-ci se grattant et se mouchant. La première publication intégrale de l'histoire en 25 planches a finalement lieu en 1997 dans un album allemand.